# La Galatea (Metastasio)
La Galatea ist ein Libretto zu einer Serenata in zwei Teilen von Pietro Metastasio. Erstmals aufgeführt wurde es in der Vertonung von Gioseffo Comito 1722 in Neapel im Haus des Herzogs von Monteleone Diego Pignatelli aus Anlass der Taufe ihrer beiden Kinder.

## Handlung
Das Libretto basiert auf einer Geschichte aus dem dreizehnten Buch der Metamorphosen von Ovid und den Idyllen VI und XI von Theokritos: Die Nymphe Galatea (Galateia), eine der Nereiden liebt den Hirten Acide (Akis). Der Kyklop Polifemo (Polyphem) begehrt Galatea ebenfalls und erschlägt Acide aus Eifersucht. In ihrer Trauer verwandelt Galatea ihn daraufhin in einen Fluss.

### Erster Teil
Die Handlung spielt an der Küste Siziliens am Fuße des Ätna. Galatea weiß von der Eifersucht ihres Verehrers Polifemo und fürchtet für ihren Geliebten Acide. Sie versucht, ihn zur Flucht zu bewegen. Acide jedoch zeigt keine Furcht und will Galatea nicht verlassen.
Polifemo besingt seine unglückliche Liebe zu Galatea. Auf der Suche nach ihr begegnet er Galateas Freundin Glauce und spricht mit ihr über Galatea. Glauce behauptet, ihre Ablehnung nicht verstehen zu können. Sie habe sie vergeblich unzählige Male auf seine Vorzüge hingewiesen. Polifemo erkennt nicht, dass Glauce sich über ihn lustig macht. Er bittet sie, Galatea auszurichten, dass er reich sei und sie alles von ihm haben könne. Falls aber sein Zorn ausbreche, werde der Ätna „schäumen“.
Glauce erzählt Galatea von ihrer Begegnung mit Polifemo. Sie rät ihr, das Heil in der Flucht zu suchen. Acide und Galatea fliehen in einer großen Muschelschale über das Meer.

### Zweiter Teil
Nach ihrer Flucht befinden sich Acide und Galatea an einem Strand. Glauce kommt zu ihnen und warnt vor dem nahenden Polifemo, der sie bereits aufgespürt habe. Aber während sie noch überlegen, ob sie erneut fliehen oder sich verstecken wollen, ist Polifomo bereits gekommen. Noch hat er freundliche Absichten und bietet Galatea Geschenke. Aber sie beschimpft ihn wütend, ohne sich um Glauces Warnungen zu kümmern.
Polifemo fragt Glauce, ob er solche Beleidigungen wirklich verdient habe. Glauce versucht, ihn durch Schmeicheleien zu besänftigen, aber er will nun dieser „Undankbaren“ zeigen, dass „Polifemo noch Polifemo ist“. Glauce erwidert, dass er durch Rache nichts erreichen werde. Wenn er Acide töte, würde Galatea trauern, aber nicht ihn lieben. Der stolze Polifemo, vor dessen Zorn manchmal sogar „die Sterne zittern“, kann eine solche Beleidigung durch eine schwache Frau aber nicht auf sich sitzen lassen.
Glauce weiß nicht, was sie noch tun kann, um Polifemo zu besänftigen. Da erscheint die Meeresnymphe Tetide (Thetis) und berichtet ihr von der Geburt des neuen Kindes von Diego (dem Herzog von Monteleone) und seiner Frau Margherita. An diesem frohen Tag werde sich alles zum Guten wenden. Galatea kommt weinend hinzu und erzählt vom Tod Acides. Polifemo habe einen mächtigen Felsen aus dem Berg gerissen und ihn damit erschlagen. Tetide beruhigt sie. An diesem Festtag solle die Tochter Doris und Neroes nicht leiden. Daher werde Acide wieder auferstehen. Acide taucht tatsächlich am Ufer aus dem klaren Wasser auf, das Haupt mit Schilfrohr umflochten, dem Signum der Wassergottheiten. Bevor Acide und Galatea aber der Liebe frönen können, muss noch dem Anlass der Feier genüge getan und dem Kaiser und seiner Gemahlin gehuldigt werden.

## Geschichte
Erste historische Quellen für den zugrundeliegenden Mythos stammen aus dem späten 5. Jahrhundert v. Chr. vom griechischen Dichter Philoxenos von Kythera. In seiner Satire Kyklops oder Galathea verspottete er den sehbehinderten Tyrannen Dionysios I. von Syrakus. Dieser rächte sich, indem er den Dichter versklavte und in einem Steinbruch arbeiten ließ. Die Fassung von Ovid wurde rund 500 Jahre später verfasst. Er ergänzte die „Metamorphose“ des Akis in einen Flussgott. Dieser Stoff erreichte im 18. Jahrhundert eine große Beliebtheit und wurde häufig vertont, u. a. von Jean-Baptiste Lully und Georg Friedrich Händel. In den meisten Fällen handelt es sich um idyllische Schäferspiele bzw. Pastorale. Metastasio vertiefte dagegen das Motiv der Eifersucht, um eine größere dramatische Wirkung zu erreichen. Er ergänzte die Figuren von Tetide und Glauce und verlagerte dadurch den Schwerpunkt von Polifemo weg.
Galatea ist die letzte neapolitanische Serenata Metastasios. Sie wurde nach der Geburt des zweiten Kindes des Herzogs von Monteleone, Diego Pignatelli und seiner Frau Margherita Pignatelli anlässlich der Taufe ihrer beiden Kinder aufgeführt. Vermutlich hatten der österreichische Kaiser Karl VI. oder die Kaiserin Elisabeth zugesagt, die Patenschaft zu übernehmen. Im Libretto wird daher das Thema der Geburt mit dem Ruhm Österreichs, das damals auch über das Königreich Neapel herrschte, verbunden. Dieses Motiv wird gegen Ende angesprochen, als Tetide die Geburt des Kindes von Diego und Margherita verkündet. Auch die erste Tochter der beiden wird gepriesen. Das Symbol des Adlers weist darauf hin, dass die Kinder unter den besonderen Schutz des Kaisers standen. Das tragische Ende der Handlung wird daher durch Tetides Ankündigung der Auferstehung Acides aufgehoben. Der Auferstandene ist gleichsam ein Symbol des neugeborenen Kindes. Im letzten Rezitativ beschwört Galatea das Bild von Amoretten, die die beiden kleinen Mädchen wiegen, während die Tugend als mütterliche Gottheit dargestellt wird. Abschließend prophezeit sie den Mädchen eine großartige Zukunft, da sie alle Tugenden ihrer Mutter haben werden.
Die Aufführung im Palast des Herzogs war eines größten Kulturereignisse im Neapel des Jahres 1722. Der Kastrat Domenico Gizzi sang die Rolle des Acide, die Galatea übernahm Marianna Benti Bulgarelli (genannt „La Romanina“). Die Glauce wurde von Antonia Margherita Merighi gesungen. Außerdem wirkten Giovanna Ronzani und der Bass Antonio Manna mit.
1762 schrieb Joseph Haydn seine erste italienische Oper Acide auf ein Libretto von Giovanni Ambrogio Migliavacca, das eine Bearbeitung von Metastasios Text darstellt. In dieser am 11. Januar 1763 anlässlich der Hochzeit von Anton Esterházy, dem ältesten Sohn von Nikolaus Esterházy I., mit der Gräfin Maria Theresia Erdödy aufgeführten Oper gibt es ein Happy End in Form einer Wiedervereinigung von Acide und Galatea. Das Werk ist nur als Fragment erhalten.

## Vertonungen
Folgende Komponisten vertonten dieses Libretto:
| Komponist                         | Uraufführung                                       | Aufführungsort   | Anmerkungen |  |
| --------------------------------- | -------------------------------------------------- | ---------------- | --- |  |
| Gioseffo Comito                   | 1722, Haus des Herzogs von Monteleone              | Neapel           | zur Taufe der beiden Kinder des Herzogs von Monteleone, Diego Pignatelli und Margherita Pignatelli |  |
| Domenico Alberti                  | 30. September 1740, Canal Grande                   | Venedig          | Der University of Western Ontario zufolge bereits 1737; laut Libretto am 20. September 1740 |  |
| Christoph Nichelmann              | 1740                                               |                  | |  |
| Johann Georg Schürer              | 8. November 1746, Schloss Pillnitz oder Hoftheater | Dresden          | „dramma per musica“; Auch am 28. Juni 1747 in Pillnitz anlässlich der bayerisch-sächsischen Doppelhochzeit von Max Joseph von Bayern mit Maria Anna von Sachsen und Friedrich Christian von Sachsen mit Maria Antonio von Bayern                                                                                 |  |
| Francesco Antonio Uttini          | 1754 oder 1755, Schlosstheater                     | Drottningholm    | Ein Akt |  |
| Francesco Zoppis                  | 15. September 1760, Teatro dell’Opera buffa        | Sankt Petersburg | „pastorale eroica“ |  |
| Giuseppe Brunetti                 | 1762                                               | Braunschweig     | „favola pastorale“ |  |
| Joseph Haydn → Acide              | 11. Januar 1763                                    | Eisenstadt       | Hob.XXVIII:1; Libretto bearbeitet von Giovanni Ambrogio Migliavacca als Acide, festa teatrale in einem Akt; zur Hochzeit von Anton Esterházy, dem ältesten Sohn von Nikolaus Esterházy I., mit der Gräfin Maria Theresia Erdödy; nur teilweise erhalten; überarbeitet am 25. September 1774 im Schloss Esterházy |  |
| Johann Gottfried Schwanberger     | Februar 1763, Hoftheater                           | Braunschweig     | „favola pastorale“ |  |
| Johann Christian Bach             | 29. Februar 1764, Spring Gardens                   | London           | |  |
| Girolamo Mango                    | 1767, Hof von Raymund Anton von Strasoldo          | Eichstätt        | |  |
| António da Silva Gomes e Oliveira | 21. August 1779, Palazzo Queluz                    | Lissabon         | |  |
| Ferdinando Bertoni                | vermutlich 1781                                    | Venedig          | „cantata“ |  |
| Sclart                            | 1789                                               | Macerata         | |  |
| Bonaventura Furlanetto            | 1780er Jahre, accademia privata                    | Venedig          | „azione teatrale“ |  |
| Jerónimo Francisco de Lima        | vermutlich 1780er Jahre                            | Lissabon         | |  |
| Luciano Xavier Santos             | nicht aufgeführt, komponiert in den 1780er Jahren  |                  | |  |
| Leopold Koželuh                   | 1806                                               | Prag             | |  |
| Angelo Maria Benincori            | nicht aufgeführt, komponiert 1804                  |                  | „melodramma“ Galatée ou Le nouveau Pygmalion |  |

## Aufnahmen und Aufführungen in neuerer Zeit
- Ferdinando Bertoni:
  - 2006: Aufführung im Teatro all'Antica di Sabbioneta in Mantua mit dem Orchestra del festival Lodoviciano in residenza unter der Leitung von Giovanni Battista Columbro. Die Sänger waren Sandra Balducci (Galatea), Luisa Mauro Partridge (Aci) und Matteo Zenatti (Polifemo).[27]
- Joseph Haydn:
  - 2009: CD mit der Haydn Sinfonietta Wien unter der Leitung von Manfred Huss. Die Solisten waren Bernard Richter (Acide), Raffaella Milanesi (Galatea), Jennifer O’Loughlin (Glauce und Polifemo), Iván Paley (Nettuno) und Adrineh Simonian (Tetide).[28]

## Digitalisate
1. ↑  Libretto (italienisch) der Serenata von Gioseffo Comito, Neapel 1722 als Digitalisat beim Münchener Digitalisierungszentrum.
2. ↑  Partitur der Serenata von Johann Georg Schürer, Dresden 1746 als Digitalisat auf internetculturale.it.
3. ↑  Libretto (italienisch) der Serenata von Johann Christian Bach, London 1764 als Digitalisat bei Google Books.
4. ↑  Libretto (italienisch)  der Oper von António da Silva, Lissabon 1779. Digitalisat im Corago-Informationssystem der Universität Bologna.